# Peter Greiner (Ingenieur)
Peter Greiner (* 22. Mai 1943 in Dresden) ist ein deutscher Bau- und Wirtschaftsingenieur, Hochschulprofessor, Autor und Entwickler.

## Werdegang
Greiner studierte von 1965 bis 1969 Bauingenieurwesen an der Technischen Universität München mit dem Abschluss als Diplom-Ingenieur. Anschließend arbeitete er als wissenschaftlicher Mitarbeiter am Lehrstuhl für Baubetrieb und Tunnelbau der Technischen Universität München bei G. Burkhardt.
Von 1972 bis 1974 absolvierte er ein Zusatzstudium der Wirtschaftswissenschaften und des Wirtschaftsingenieurwesens und arbeitete als Assistent am Lehrstuhl für Baumanagement und Tunnelbau, wo er ein Kostenkontrollsystem für das Projekt Flughafen München II entwickelte.
1974 promovierte er zum Dr.-Ing. mit einer Arbeit über die deskriptive und numerische Darstellung von Bauprodukten und -prozessen.
1976 gründete er die GIB Dr.-Ing. Greiner Ingenieurberatung, ein Projektmanagement Unternehmen mit Schwerpunkt auf Kostenplanung und Kostenkontrolle für Bauprojekte.
Ab 1978 war er als Projektleiter für die Steuerung der Kostenplanung und Kostenkontrolle des Flughafens München II verantwortlich.
Ab 1984 ist er verantwortlich für die Projektleitung des Heizkraftwerks München Nord.
1992 wurde er Geschäftsführer der INFOS Wirtschaftsberatungs GmbH und der GIB, Dr.-Ing. Greiner Gesellschaft für Projektmanagement mbH Berlin.
1993 übernahm er die Projektleitung für die Zentrale Projektsteuerung der Verkehrsprojekte Deutsche Einheit – Schiene und verantwortete die Projektsteuerung des Neubaus Flughafen München II, der Verkehrsprojekte Deutsche Einheit – Schiene und der Neuen Alpentransversale Gotthard. Er entwickelte das Projektsteuerung System GRANID für modellbasiertes Projekt Controlling, Lebenszykluscontrolling für Immobilien und Infrastrukturprojekte – eine Plattform für die Realisierung von Bau-Projekten und zum Management von Bestandsimmobilien.
Seit 1993 ist er Honorarprofessor an der Hochschule Augsburg und lehrt dort Projektmanagement und Baumanagement.
Peter Greiner war zudem federführend am Bau und Projekt Controlling der Golfplätze Olching, Wörthsee und Pfaffing beteiligt (mit Architekt Kurt Roßknecht).
Greiner ist 2022 von Die Deutsche Wirtschaft als eine der Führungspersönlichkeiten der deutschen Wirtschaft in den Rankings der wichtigsten Unternehmen Deutschlands gelistet. Sein Unternehmen gibGREINER steht dabei auf Rang 20102 der wichtigsten Unternehmen Deutschlands.

### Werke
- mit Peter Mayer, Peter Eduard Mayer, Karlhans Stark: Baubetriebslehre – Projektmanagement Vieweg-Verlag 2. Auflage, 2002, ISBN 978-3-528-17706-5
  - Neue Wege der Informationsverarbeitung bei der Projektabwicklung (ein Unterkapitel)[2]
- Peter Greiner, Raimar J. Scherer, Multimodelle im Bauprojektmanagement und Risikomanagement, 2014 Springer, ISBN 978-3-662-44759-8[3]
  - Die Kostenplanung als Bestandteil moderner Informationssysteme (ein Unterkapitel)[3]
  - Technisches Controlling, dargestellt am Beispiel der Baumaßnahmen des Flughafens München 2 (ein Kapitel)[3]

### Sportliche Erfolge
Peter Greiner nahm zweimal an den Weltmeisterschaften im Segeln in der Klasse der Star-Boote teil:
- 1985 Star World Championships – Nassau, Bahamas, unter Skipper Peter Stockmayr auf Platz 71 von 80[4]
- 1986 Star World Championships – Capri, Italien, unter Skipper Peter Stockmayr auf Platz 52 von 110[5]

### Trivia
Ein Foto von Peter Greiner wurde zum Motiv der Olympischen Spiele 1972 in München für die Disziplin Hockey: Das Foto (Peter Greiner zusammen mit Dirk Heuer, Horst Wein und Henno Heintz) wurde vom optischen Gestalter der olympischen Spiele 1972 Otl Aicher grafisch bearbeitet.

### Familie
Peter Greiner ist mit Christel Greiner verheiratet und hat zwei Töchter, Anja Greiner und Kerstin Greiner. Er lebt in München und auf der Insel Elba, Italien.